# Не (город)
Не (итал. Ne) — коммуна в Италии, располагается в регионе Лигурия, в провинции Генуя.
Население составляет 2323 человека (2008 г.), плотность населения составляет 36 чел./км². Занимает площадь 64 км². Почтовый индекс — 16040. Телефонный код — 0185.
В коммуне 15 августа особо празднуется Успение Пресвятой Богородицы. Покровителем коммуны почитается святой Лаврентий, празднование 10 августа.

## Демография
Динамика населения:

## Администрация коммуны
- Официальный сайт: http://www.comune.ne.ge.it